# Ahouati
Ahouati est une localité rurale au cœur de la Côte d'Ivoire comptant 3500 habitants dans la région de l'Agnéby-Tiassa. Village agricole, Ahouati dont 70% de sa population a moins de trente ans. La localité d'Ahouati est administrativement rattachée au département de Taabo. Une association du même nom créée le 3 Janvier 2022 est une association d'intérêt générale ayant pour but de favoriser les conditions de scolarisation de collégiens. 